# Stefan Grundmann
Stefan Grundmann (* 1. Juni 1958 in München) ist ein deutscher Rechtswissenschaftler und Kunsthistoriker. Er ist Professor für Bürgerliches Recht, Deutsches, Europäisches und Internationales Privat- und Wirtschaftsrecht an der Humboldt-Universität zu Berlin.

## Leben
Nach dem Abitur am Maximiliansgymnasium München studierte Grundmann von 1977 bis 1982 zunächst Rechtswissenschaften an der Universität München sowie Kunsthistorik und Romanistik an den Universitäten Lausanne und Aix-en Provence. Im Jahr 1985 wurde er an der Universität München mit der Arbeit Qualifikation gegen die Sachnorm: deutsch-portugiesische Beiträge zur Autonomie des internationalen Privatrechts, die er zum Teil als Stipendiat in Lissabon ausgearbeitet hatte, zum Dr. iur. promoviert. Es folgte 1986 eine weitere Promotion an der Universität München in Kunstgeschichte mit der Arbeit Tizian und seine Vorbilder: Erfindung durch Verwandlung zum Dr. phil. Nach seinem Master of Laws an der University of California, Berkeley, den er durch sein Studium 1987/88 dort erwarb, war er als Akademischer Rat an der Universität München tätig, an der er sich 1995 mit der Arbeit Der Treuhandvertrag – insbesondere die werbende Treuhand habilitierte.
Es folgten Rufe an die Universitäten Regensburg, Frankfurt (Oder), Halle (Saale) und Erlangen-Nürnberg. Er folgte 1995 einem Ruf an die Universität Halle, an der er den Lehrstuhl für Bürgerliches Recht, Deutsches, Europäisches und Internationales Wirtschaftsrecht innehatte. Als Leiter des Instituts für Wirtschaftsrecht der Universität Halle schuf er 1997 den ersten interdisziplinären Studiengang für Wirtschaftsrecht in Deutschland. Im Jahr 2001 folgte Grundmann einem Ruf an die Universität Erlangen-Nürnberg. Seit 2004 ist er Professor an der Humboldt-Universität zu Berlin. Dort hat er derzeit das Amt des Dekans der Juristischen Fakultät inne.
Grundmann ist Gründungsmitglied des European Law Institute sowie der Society of European Contract Law (SECOLA) und der European Law School. Vom Wintersemester 2013 bis zum Sommersemester 2018 lehrte er zudem am Europäischen Hochschulinstitut in Florenz. Er ist Mitglied der Zivilrechtslehrervereinigung. Seit Februar 2022 ist er Ritter des Ordens des Sterns von Italien. Im Juni 2023 wurde er zum Mitglied des Istituto Veneto di Scienze, Lettere ed Arti gewählt. Die juristische Fakultät der Nationale und Kapodistrias-Universität Athen verlieh ihm im November 2024 eine Ehrendoktorwürde.

## Schriften (Auswahl)
- Qualifikation gegen die Sachnorm: deutsch-portugiesische Beiträge zur Autonomie des internationalen Privatrechts. München 1985: Beck. ISBN 3-406-30509-1
- Tizian und seine Vorbilder: Erfindung durch Verwandlung. Köln; Wien 1987: Böhlau. ISBN 3-412-05187-X
- Das europäische Bankaufsichtsrecht wächst zum System: wie weit reicht fortan die nationale Rechtsetzungsmacht?. Heidelberg 1990: Decker und Müller. ISBN 3-8226-2290-7
- Moderne, Postmoderne, und nun Barock? Entwicklungslinien der Architektur des 20. Jahrhunderts. Stuttgart 1995: Edition Menges. ISBN 3-930698-63-3.
- Der Treuhandvertrag, insbesondere die werbende Treuhand. München 1997: Beck. ISBN 3-406-41423-0
- Europäisches Schuldvertragsrecht: das europäische Recht der Unternehmensgeschäfte. Berlin; New York 1999: de Gruyter. ISBN 3-11-016346-2
- Hrsg. mit Christine Windbichler, Hans-Peter Schwintowski, Thomas Raiser, Christian Kirchner, Martin Weber: Unternehmensrecht zu Beginn des 21. Jahrhunderts. Festschrift für Eberhard Schwark zum 70. Geburtstag. München: Verlag C. H. Beck, 2009, ISBN 978-3-406-58820-4.
- Europäisches Gesellschaftsrecht: eine systematische Darstellung unter Einbeziehung des europäischen Kapitalmarktrechts. Heidelberg 2004 (2. Aufl. 2011): Müller. ISBN 3-8114-5128-6
- Stefan Grundmann, Hans-Wolfgang Micklitz, Moritz Renner: Privatrechtstheorie. Zwei Bände. Mohr Siebeck, Tübingen 2015, ISBN 978-3-16-153860-5.[8]